# شاؤول لاداني

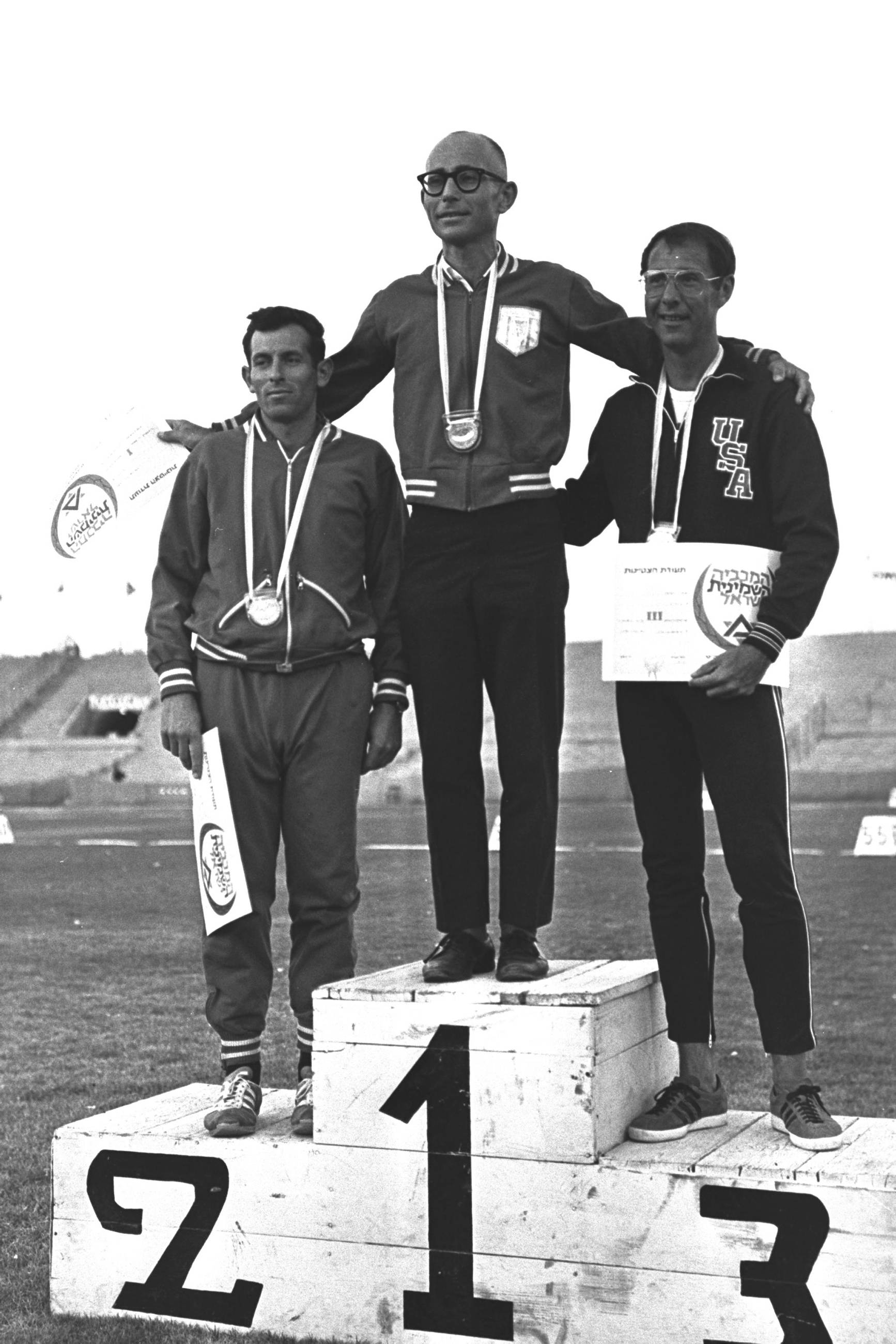
شاؤول لاداني (وسط) الفائز في سباق 10 كيلومتر مشي على المنصة خلال ألعاب مكابيه 1969 في ملعب رمات غان.

شاؤول بول لاداني (بالعبرية: שאול לדני) (ولد في 2 أبريل 1936) هو ناجي من المحرقة وعداء سباقات المشي إسرائيلي أولمبي. لا يزال يحمل الرقم القياسي العالمي في 50 ميل مشي (7:23:50) والرقم القياسي الإسرائيلي في 50 كيلومتر مشي (4:17:07). كان بطل العالم السابق في المشي لمسافة 100 كيلومتر.
نجا لاداني من معسكر اعتقال بيرغن-بيلسن في عام 1944 عندما كان في الثامنة من عمره. في عام 1972 نجا من عملية ميونخ. الآن يعمل أستاذ الهندسة الصناعية والإدارة في جامعة بن جوريون وقد ألف أكثر من اثني عشر كتاب و120 ورقة علمية ويتحدث تسع لغات. يعيش حاليا في مدينة عومير في إسرائيل.
ردا على سؤال عما إذا كان من الإنصاف أن نطلق عليه اسم الناجي النهائي ضحك لاداني وأجاب: «لا أعرف عن ذلك وما يمكنني قوله هو أنه في حياتي لم تكن هناك لحظة مملة».

## النشأة والحياة العائلية
ولد لاداني لعائلة يهودية في بلغراد عاصمة يوغوسلافيا. لديه شقيقتان وهما شوش (أكبر منه بسنتين) ومارتا (أصغر منه بخمس سنوات وهي في الواقع ابنة عمه وقد تبناها والديه عندما كانت تبلغ من العمر ست سنوات). تزوج من شوش منذ أكثر من 50 عام ولديهما ابنة وثلاثة أحفاد يعيشون في موديعين-مكابيم-ريعوت.

## معسكر الاعتقال
خلال المحرقة في أوروبا تم إرسال جده وجدته إلى معسكر أوشفيتز بيركينو حيث قال لاداني: «لقد تم تصنيعهما في صابون».
في أبريل 1941 عندما كان في الخامسة من عمره هاجم الألمان بلغراد وقصف سلاح الجو الألماني منزله. فر والديه معه إلى المجر. هناك عندما كان يبلغ من العمر ثماني سنوات حاولوا فيها إخفائه في دير لحفظه وإبقاء حقيقة كونه يهوديا سرا. كان مرتعب طوال الوقت من كشف هويته لكنه يقول أنه بعد تلك التجربة لم يكن يخاف من أي شيء.
في عام 1944 تم القبض على الشاب البالغ من العمر ثماني سنوات من قبل النازيين مع والديه وشحن إلى معسكر اعتقال بيرغن-بيلسن. قتل العديد من أفراد أسرته. لكن في ديسمبر 1944 أنقذه اليهود الأمريكيون الذين دفعوا فدية لإطلاق سراح عدد من اليهود بمن فيهم والديه من معسكر الاعتقال حيث قتل 100 ألف يهودي.
ذكر لاداني:
وصف الرائد ديك ويليامز أحد أول الجنود البريطانيين لدخول المعسكر وتحريره قائلا: «لقد كان هذا المكان شريرا وقاسيا وجحيما على الأرض». كان لاداني واحد من 70,000 يهودي في يوغوسلافيا الذين نجوا من المحرقة. يزور معسكر الاعتقال في كل مرة يزور فيها أوروبا. كان هناك أيضا في الذكرى الخمسين للتحرير وعندما خصص متحف بيرغن-بيلسن.
بعد أن أطلق سراحه من بيرغن-بيلسن أحضر إلى سويسرا. بعد انتهاء الحرب العالمية الثانية عاد هو وأسرته إلى بلغراد. في ديسمبر 1948 عندما كان في الثانية عشرة من العمر هاجرت العائلة إلى إسرائيل التي أصبحت دولة.

## التعليم
حصل لاداني على بكالوريوس الهندسة الميكانيكية من جامعة تخنيون في عام 1960 والماجستير من جامعة تخنيون في عام 1961. في عام 1964 حصل على دبلوم الدراسات العليا في إدارة الأعمال من الجامعة العبرية في القدس. في عام 1968 حصل على الدكتوراه في إدارة الأعمال من جامعة كولومبيا تليها أبحاث ما بعد الدكتوراه في جامعة تل أبيب.

## مسيرة المشي التنافسية

### أوائل المسيرة والألعاب الأولمبية
بدأ لاداني مسيرته التنافسية كعداء ماراثون في إسرائيل عندما كان عمره 18 عاما. ردا على سؤال حول ما إذا كان من غير الصحيح أن سباقات المشي يبدو مضحكا أجاب: «لكن في الخمسينيات من القرن الماضي عندما بدأت في الركض كان الناس يعتقدون أنني جوز ولم يكن اليهود يركضون بل كانوا يضحكون». أوضح كذلك: «الناس يعتقدون أنها مجرد عقاب على الجنود».
في منتصف العشرينات من عمره في الستينيات تحول إلى سباقات المشي. شارك لاداني في سباق المشي الأول في عام 1962. تعليقا على هذه الرياضة قال:
في عام 1963 حصل على أول 28 لقبا إسرائيليا. في عام 1966 كسر أقدم سجل في الولايات المتحدة الذي كان سجل في عام 1878 لمسافة 50 ميل مشي. في أبريل 1968 كسر مرة أخرى الرقم القياسي الأمريكي في 50 ميل مشي بوقت 8:5:18 في ولاية نيو جيرسي.
في عام 1968 في سن 32 تنافس لاداني في دورة الألعاب الأولمبية الصيفية 1968 في سباق 50 كيلومتر مشي (31 ميل و121 ياردة) في مدينة مكسيكو. انتهى في المركز 24 بزمن 5 ساعات و1 دقيقة و6 ثوان. تدرب وتنافس بدون مدرب.
في ألعاب مكابيه الثامنة في يوليو 1969 حصل على الميداليات الذهبية في المشي لمسافة 3 كيلومتر (13.35.4) والمشي لمسافة 10 كيلومتر والمشي لمسافة 50 كيلومتر.
في أوائل عام 1972 سجل لاداني رقما قياسيا عالميا في السير لمسافة 50 ميل في الساعة 7:44:47 مما أدى إلى تحطيم الرقم القياسي العالمي القائم منذ عام 1935. في أبريل 1972 خفض الرقم القياسي العالمي ليصل إلى 7:23:50 في نيو جيرسي. الوقت القياسي العالمي لا يزال قائما حتى اليوم. يحمل لاداني أيضا الرقم القياسي الوطني الإسرائيلي في مسافة 50 كيلومتر بزمن 4:17:07 الذي سجله أيضا في عام 1972.
في سبتمبر 1972 عاد كعضو وحيد في فريق ألعاب القوى الإسرائيلي للتنافس في سباق 50 كيلومتر في دورة الألعاب الأولمبية الصيفية 1972 في ميونيخ في ألمانيا. قال أنه يريد إظهار الألمان أن يهودي نجا وارتدى نجمة داود على قميص الإحماء.
عندما هنأ السكان المحليون على ألمانيته بطلاقة أجاب: «تعلمت جيدا عندما أمضيت سنة في بيرغن بيلسن». ردا على سؤال عن التنافس في ألمانيا قال الناجي من المحرقة: «لا أقول إنني أكره الألمان بالطبع ليس جيل الشباب ولكن ليس لدي أي تعاطف خاص مع الجيل الأكبر سنا الذين اتهموا بما حدث في فترة النازية».
لاداني انهى سباقه في المركز 19 بزمن 4 ساعات و24 دقيقة و38 ثانية. ردا على سؤال عن شعوره أجاب: «متعجرف بسبب ما فعله الألمان لي وفخور لأنني يهودي». ثم عاد إلى القرية الأوليمبية للرياضيين وذهب إلى النوم.

### عملية ميونيخ
في الساعات الأولى من 5 سبتمبر 1972 بدأت عملية ميونيخ. اقتحم ثمانية إرهابيين فلسطينيين يحملون بنادق كانوا أعضاء في منظمة أيلول الأسود من منظمة التحرير الفلسطينية الأحياء الإسرائيلية في القرية الأوليمبية لأخذ الرياضيين والمدربين الأولمبيين كرهائن. استولى الإرهابيون على مدرب المصارعة موشيه واينبرج. أطلقوا النار وقتلوا وينبرغ وألقوا جثته خارج نافذة على الرصيف.
أخذ عضو آخر في الفريق لاداني إلى النافذة وأشار إلى بقع الدم خارج الشقة. قرروا مغادرة الشقة عن طريق الجزء الخلفي من شقتهم المدعوم على العشب على الرغم من أنهم يعرفون أنهم سيكونون مرئيين للإرهابيين.
هذا ما أكده الإرهابي الناجي جمال الغاشي الذي كشف عن أن لاداني رصد سباقات بعيدا عن المبنى الذي يقود الإرهابيين إلى الاعتقاد بأنهم بعد فوات الأوان لأخذ أي رهائن في الشقة رقم 2 على الرغم من أن العديد منهم لا يزالون داخل الشقة. كان لاداني يدور حول المبنى الذي يضم الفريق الأمريكي وخبط في شقة في الطابق الأرضي تابعة لمدربي الفريق. استيقظ مدرب المسار الأمريكي بيل باورمان الذي حذر الشرطة الألمانية. دعا باورمان مشاة البحرية الأمريكية إلى المجيء وحماية السباحين اليهود الأولمبيين الأميركيين مارك سبيتز ورامي الرمح بيل شميت. كان لاداني أول شخص نشر حالة التأهب للهجوم وكان واحدا من خمسة أفراد إسرائيليين استطاعوا الفرار. اختطف واينبرغ و 10 رياضيين ومدربين أولمبيين إسرائيليين آخرين من قبل الإرهابيين.
هناك عدد من التقارير التليفزيونية والإذاعية والتقارير الصحفية أدرجت لاداني كأحد القتلى. قال أحد العناوين: «لاداني لا يمكنه الهروب من مصيره في ألمانيا للمرة الثانية». ذكر لاداني في وقت لاحق:
نجا ثلاثة من أعضاء أيلول الأسود واعتقلوا في سجن ميونيخ لكن السلطات الألمانية الغربية قررت الإفراج عنهم في الشهر التالي مقابل رهائن رحلة لوفتهانزا الرحلة 615 قتلوا وكذلك الآخرين الذين نظموا عملية ميونيخ من قبل الموساد الإسرائيلي أثناء عملية غضب الله.
في عام 1992 تحدث لاداني عن العملية قائلا: «إنها معي في كل وقت وأذكر كل التفاصيل». يقوم بزيارة قبور زملائه الذين قتلوا في تل أبيب كل عام في 6 سبتمبر.
في عام 2012 قررت اللجنة الأولمبية الدولية عدم الصمت دقيقة واحدة قبل بدء دورة الألعاب الأولمبية الصيفية 2012 في لندن لتكريم الأولمبيين الإسرائيليين الأحد عشر الذين قتلوا قبل 40 عاما. قال جاك روج رئيس اللجنة الأولمبية الدولية أنه سيكون غير ملائم. تعليقا على القرار علق لاداني قائلا: «لا أفهم ولا أفهم ولا أقبله».

### المسيرة لاحقا
عاد لاداني إلى المنافسة بعد شهرين ضد رغبات المسار الإسرائيلي والسلطات الميدانية. تنافس في المسافات الطويلة جدا في بطولة العالم 1972 في لوغانو بسويسرا. حصل على الميدالية الذهبية في المشي لمسافة 100 كيلومتر بزمن 9:31:00.
في ألعاب مكابيه 1973 حصل على بطولة مسافة 20 كيلومتر و50 كيلومتر. في عام 1976 حطم لاداني الرقم القياسي الأمريكي في المشي لمسافة 75 كيلومتر للسنة الثانية على التوالي. أصبح أول شخص يفوز على حد سواء في بطولة أمريكا المفتوحة والأمريكية (40 سنة فأكثر) بطولات المشي لمسافة 75 كيلومتر. كرر هذا الإنجاز في عامي 1977 و 1981 (في ذلك الوقت أصبح الحدث سباق 100 كيلومتر).
فاز ببطولة المشي الوطنية الإسرائيلية 28 مرة من 1963 إلى 1988. فاز في بطولة الولايات المتحدة الوطنية للمشي ست مرات من 1973 إلى 1981 بما في ذلك بطولات 75 كيلومتر في 1974-77 و100 كيلومتر في عام 1974 وفاز بطولة بلجيكا الوطنية للمشي مرتين (1971 و1972) وفاز بالبطولة الوطنية للمشي في سويسرا عام 1972 وحصل على بطولة جنوب أفريقيا الوطنية للمشي عام 1975. أفضل رقم شخصي كان في سباق 50 كيلومتر بزمن 4:17:06 عام 1972. واصل التنافس مع نجاح كبير على مستوى الماجستير في السبعينيات. في عام 2006 أصبح أول عداء يبلغ من العمر 70 عام يمشي 100 ميل في أقل من 24 ساعة وحطم رقما قياسيا عالميا في ولاية أوهايو بزمن 21 ساعة و 45 دقيقة و 34 ثانية.
في عام 2012 في سن 75 كان لا يزال يتنافس في 35 فعالية في السنة ويمشي على الأقل 15 كيلومتر في اليوم والمشاركة في أربعة أيام على بعد 300 كيلومتر سيرا على الأقدام من باريس إلى توبيز بالقرب من بروكسل.
في كل عيد يمشي عمره بالكيلومترات حتى في عيد ميلاده في عام 2012 مشى مسافة 76 كيلومتر في صحراء النقب في جنوب إسرائيل. يقدر أنه مشى 6000-7,000 ميل في السنة لمجموع العمر أكثر من نصف مليون ميل.
في حياته المهنية لم يكن لاداني مدرب. ردا على سؤال حول ما يستمتع به أكثر حول المشي يجيب: «التشطيب».

## المسيرة الأكاديمية
في مسيرته الأكاديمية كان لاداني أستاذ مساعد في كلية الدراسات العليا في جامعة تل أبيب وعلى مدى أكثر من ثلاثة عقود أستاذ الهندسة الصناعية والإدارة في جامعة بن جوريون حيث كان رئيسا سابقا للقسم وهو الآن أستاذ فخري. كان لديه تعيينات زائرة في جامعة كولومبيا وجامعة كاليفورنيا (إرفاين) ومعهد جورجيا التقني وجامعة إيموري وجامعة روتجرز وجامعة مدينة نيويورك وجامعة تمبل وجامعة كيب تاون ومركز برلين للعلوم الاجتماعية وجامعة سنغافورة الوطنية وهيئة البحوث الأسترالية.
يركز على مراقبة ضبط الجودة والإحصاءات التطبيقية. كما قام بتأليف أكثر من عشرة كتب علمية و 110 مقالات علمية. يحمل براءات اختراع أمريكية لثمانية تصاميم ميكانيكية.

## الطوابع
لاداني هاوي جمع الطوابع وأشار إلى تشكيل مجموعة هامة من طوابع التلغراف والمواد المرتبطة التي تم بيعها من قبل سبينك والابن في لوغانو في عام 2015.

## السيرة الذاتية
في عام 1997 نشرت سيرته الذاتية باللغة العبرية بعنوان المشي إلى الألعاب الأولمبية.
في عام 2008 نشرت سيرته الذاتية باللغة الإنجليزية بعنوان ملك الطريق: السيرة الذاتية لعالم إسرائيلي وعداء سباق عالمي حامل للأرقام القياسية (جيفن للنشر). في عام 2012 كتبت سيرة عنه باللغة الإيطالية من قبل أندريا شيافون ونشرت تحت عنوان: خمس دوائر ونجم - شاؤول لاداني من بيرغن بيلسن إلى موناكو '72 (أد إديتور، تورينو).

## قاعة الشهرة والجوائز
في عام 2007 منح لاداني وسام بيير دي كوبيرتين للخدمة الممتازة للحركة الأوليمبية. عرف عنه بأنه شخص خاص مع «الإنجازات الرياضية غير العادية المعلقة خلال فترة تغطي أكثر من أربعة عقود».
قال لاداني أنه سيقيم صندوقا أولمبيا للمشي في سباق الألعاب الأولمبية بقيمة 10,000 شيكل ويقدم 1000 شيكل إلى أي إسرائيلي يمكنه إكمال السباق الذي يبلغ طوله 50 كيلومتر في أقل من خمس ساعات.
في عام 2008 كرمت جمعية الهندسة الصناعية الإسرائيلية لاداني بجائزة الإنجاز في الحياة. تم إدخاله في قاعة المشاهير الرياضية اليهودية الدولية في عام 2012.

## منشورات مختارة
- هيكل اللغة العبرية المطبوعة وكفاءتها في نقل المعلومات (1969)
- تفاعل البرمجة الخطية وتحليل القيمة (1969)
- رسم بياني لخطط أخذ العينات الكسرية المعيبة للكميات الصغيرة الفردية (1970)
- قاموس اللغة الإنجليزية-العبرية للمصطلحات الإحصائية (1970)
- تحديد الخطط المثلى لأخذ العينات المقيدة بالضغط المضغوط (1971)
- أخذ العينات بكفاءة من قبل سمات اصطناعية (1973-1976)
- السياسة المثلى لتأجير السيارات (1974)
- العلوم الإدارية في الرياضة (1976)
- الاستراتيجيات المثلى في مجال الرياضة (1977)
- التقسيم الأمثل لجدران بنيت على المنحدرات (1978)
- سياسة تسعير غرف الفنادق الأمثل (1986)
- سياسة تسعير ركاب مقصورات الرحلات البحرية الأمثل (1990)
- ملك الطريق: السيرة الذاتية لعالم إسرائيلي وعداء سباق عالمي حامل للأرقام القياسية (2008)

### الطوابع
- تعظيم الإيرادات المتأتية من بيع طوابع الأمم المتحدة البريدية لأغراض جمع الطوابع (1968)
- برقية تهنئة من الصندوق الوطني اليهودي (1995)

## روابط خارجية
- شاؤول لاداني على موقع الاتحاد الدولي لألعاب القوى (الإنجليزية)
- شاؤول لاداني على موقع اللجنة الأولمبية الدولية (الإنجليزية)
- شاؤول لاداني على موقع أوليمبيديا (الإنجليزية)

- السيرة الذاتية في الرياضة المرجعية
- نصوص عن شاؤول لاداني في فهرس مكتبة ألمانيا الوطنية
- خمس دوائر ونجوم. شاؤول لاداني من بيرغن بيلسن في موناكو, أندريا سكيافون، إضافة الناشر (2012)
- «انتخب الأستاذ شاؤول لاداني للقاعة الدولية للرياضة اليهودية الدولية», جامعة بن غوريون في النقب
- كنت أعرف أن إسرائيل مكمن الأخطار دائما في ميونيخ عام 1972 - الرياضة والحرب (2/2): الناجي شاؤول بول لاداني يتحدث مع يوتشانان شليم، إذاعة ألمانيا 2 سبتمبر في عام 2012